# Cuevas de Bayano
Cuevas de Bayano son tres cuevas ubicadas en el lado sur del Lago Bayano en la Provincia de Panamá, en el país centroamericano del mismo nombre.
La primera cueva, la más grande es de aproximadamente dos kilómetros de largo. El río Seco se abre paso a través de la cueva, permitiendo que los botes puedan ir hasta la mitad interior de la caverna. Aunque la cueva recibe algunas visitas, no lo está acondicionada para eso. Muchos murciélagos viven en la cueva.
Las cuevas segunda y tercera son menos accesibles, porque se requiere "gatear" para explorarlas.